# جي إس تشيكوما (سفينة)
جي إس «تشيكوما» (بالإنجليزية: JS Chikuma؛ رقم البدن: DE-233) هي خامس سفينة من فئة أبوكوما لمرافِقات المدمرات التابعة لـقوات الدفاع الذاتي البحرية اليابانية. دخلت الخدمة في 24 فبراير 1993، وتدرجها الصفحات الرسمية للمعدات لدى البحرية اليابانية ضمن سفن الفئة نفسها.

## التسمية والإنشاء
سُمّيت السفينة على اسم نهر تشيكوما في محافظة ناغانو. وُضِعَت عارضتها في 14 فبراير 1991، وأُنزِلت إلى الماء في 25 يناير 1992، ثم أُلحِقت بالخدمة في 24 فبراير 1993. بُنيت في حوض مايزورو لبناء السفن في اليابان.

## التصميم والتجهيز (فئة أبوكوما)
تُصنَّف فئة أبوكُوما كسفن مرافقة خفيفة معدّة للدفاع الساحلي ومهام الدورية والمرافقة. تعتمد منظومة دفع CODOG (ديزل أو توربين غازي) بسرعة قصوى تقارب 27 kn، ويبلغ قوام الطاقم نحو 120 فردًا. يتضمن التجهيز النمطي للفئة مدفع OTO Melara 76mm/62 ومنظومة Phalanx CIWS وصواريخ Harpoon المضادة للسفن وقاذف ASROC المضاد للغواصات وأنابيب طوربيد 324 mm؛ وتَرِد هذه البيانات في المراجع الفنية المفتوحة حول الفئة.

## الخدمة
تُعد مهام الدفاع عن المنطقة الساحلية والمرافقة هي المهمة الأساسية للسفينة ضمن تشكيلات الأسطول. خدمت «تشيكوما» في مينائها الأصلي مايزورو حتى يونيو 2000، ثم نُقلت إلى أوميناتُو (مُتسو، آوموري) بوصفه ميناء تمركزها الحالي وفق قواعد بيانات العمليات البحرية المفتوحة.

## الاستبدالات والتحديثات
تخضع سفن قوات الدفاع الذاتي البحرية اليابانية عمومًا لبرامج صيانة دورية وتجديد «منتصف العمر» بهدف إطالة الخدمة والمحافظة على الجاهزية، وتشمل هذه البرامج تحديثات للإلكترونيات وأجهزة الاتصال والبرمجيات وأنظمة القتال بحسب الحاجة والميزانيات السنوية. وضمن هذا الإطار المؤسسي، تلقت سفن فئة أبوكُوما تحديثات تدريجية لمكوّنات الملاحة والاتصالات والحوسبة، بالتوازي مع أعمال العمرة المقررة، وهو ما توثّقه المراجع الفنية العامة عن الفئة. تُعد هذه الإجراءات جزءًا من سياسة إطالة عمر المنصات البحرية لدى اليابان، خصوصًا للسفن التي دخلت الخدمة في تسعينيات القرن العشرين.

## المواصفات العامة (لفئة أبوكوما)[10][11]
| البند         | القيمة (تقريبية)                                                                          |
| ------------- | ----------------------------------------------------------------------------------------- |
| الإزاحة       | 2,000 t (قياسي) / 2,550 t (حمولة كاملة)                                                   |
| الطول         | 109 m                                                                                     |
| العرض         | 13.4 m                                                                                    |
| الغاطس        | 3.8 m                                                                                     |
| السرعة القصوى | 27 kn                                                                                     |
| منظومة الدفع  | CODOG: توربينات غازية Kawasaki-RR SM1A (26,650 shp) + ديزل Mitsubishi S12U-MTK (6,000 hp) |
| الطاقم        | ~120                                                                                      |